# Byron Mann
Byron Mann, pseudonimo di Chan Kong-Sang (caratteri cinesi: 文峰; Pinyin: Wén Fēng; Jyutping: Man4 Fung1; Hong Kong, 13 agosto 1967), è un attore cinese naturalizzato statunitense.

## Biografia
Nato ad Hong Kong il 13 agosto 1967 ma cresciuto negli Stati Uniti, dopo aver frequentato le scuole minori si è trasferito in California dove si è iscritto all'Università della California a Los Angeles ed ha conseguito la laurea in filosofia; poi si iscrive ai corsi di legge della USC Gould School of Law ma dopo un anno lascia il corso e torna ad Hong Kong dove nel 1990 riesce ad ottenere un ruolo nel film di guerra Ultimo volo a Saigon con Richard Crenna e Eric Bogosian; subito dopo torna a Los Angeles e si laurea in legge, ma decide di dedicarsi completamente alla carriera di attore; nel tempo libero l'attore pratica molti sport tra i quali tennis, golf ed arti marziali, soprattutto il Wushu; vive tra Los Angeles, Vancouver, Hong Kong e Pechino e parla quattro lingue tra cui cinese e cantonese, inglese e un po' di thai.
Byron Mann esordisce come attore nel 1990 in un piccolo ruolo nel film televisivo di guerra Ultimo volo a Saigon con protagonista Richard Crenna; in seguito recita in Street Fighter - Sfida finale (1994) dove interpreta Ryu e si fa conoscere così al grande pubblico, Crying Freeman (1995), L'angolo rosso - Colpevole fino a prova contraria (1997) con Richard Gere, The Corruptor - Indagine a Chinatown (1999), Belly of the Beast (2003) , Catwoman (2004), A Dangerous Man (2009), Cold War (2012), L'uomo con i pugni di ferro (2013) tra i film più importanti. In televisione invece ha recitato in moltissimi episodi di serie Tv famose tra le quali spiccano Tequila and Bonetti, Murphy Brown, Pacific Blue, Sentinel, Più forte ragazzi, Walker Texas Ranger, Robbery Homicide Division, e Smallville; inoltre ha avuto un ruolo di rilievo nella prima stagione della serie tv Arrow, interpretando il ruolo di Yao Fei.

## Filmografia parziale

### Cinema
- Street Fighter - Sfida finale (Street Fighter), regia di Steven E. de Souza (1994)
- Crying Freeman, regia di Christophe Gans (1995)
- L'angolo rosso - Colpevole fino a prova contraria (Red Corner), regia di Jon Avnet (1997)
- The Corruptor - Indagine a Chinatown (The Corruptor), regia di James Foley (1999)
- Belly of the Beast, regia di Siu-Tung Ching (2003)
- Catwoman, regia di Pitof (2004)
- A Dangerous Man - Solo contro tutti (A Dangerous Man), regia di Keoni Waxman (2009)
- Cold War, regia di Longman Leung (2012)
- L'uomo con i pugni di ferro (The Man with the Iron Fists), regia di RZA (2013)
- Rise of the Legend - La nascita della leggenda (Huang feihong zhi yingxiong you meng), regia di Roy Hin Yeung Chow (2014)
- La grande scommessa (The Big Short), regia di Adam McKay (2015)
- Absolution - Le regole della vendetta (The Mercenary: Absolution), regia di Keoni Waxman (2015)
- Skyscraper, regia di Rawson Marshall Thurber (2018)

### Televisione
- Tequila e Bonetti (Tequila and Bonetti) - serie TV, un episodio (1992)
- Murphy Brown - serie TV, un episodio (1993)
- Pacific Blue - serie TV, un episodio (1996)
- Sentinel (The Sentinel) - serie TV, un episodio (1997)
- Più forte ragazzi (Martial Law) - serie TV, un episodio (1999)
- Walker Texas Ranger - serie TV, episodio 8x18 (2000)
- Robbery Homicide Division - serie TV, un episodio (2002)
- Smallville - serie TV, episodi 2x12-4x15 (2003-2005)
- Bloodletting & Miraculous Cures - serie TV, 8 episodi (2010)
- Arrow - serie TV, 12 episodi (2012-2017)
- Nikita - serie TV, un episodio (2012)
- CSI: Cyber - serie TV, un episodio (2015)
- Hell on Wheels - serie TV, 9 episodi (2015-2016)
- Rush Hour - serie TV, 2 episodi (2016)
- Altered Carbon - serie TV (2018)
- Wu Assassins - serie TV, 9 episodi (2019)
- The Recruit - serie TV, 22 episodi (2022)

## Doppiatori italiani
Nelle versioni in italiano delle opere in cui ha recitato, Byron Mann è stato doppiato da:
- Massimo De Ambrosis Street Fighter - Sfida finale, Absolution - Le regole della vendetta, Wu Assassins, The Recruit
- Alberto Caneva in Burn Notice - Duro a morire, Hawaii Five-0
- Luciano Roffi in Crying Freeman
- Riccardo Niseem Onorato in L'angolo rosso - Colpevole fino a prova contraria
- Alberto Bognanni in Belly of the Beast
- Francesco Pezzulli in Smallville (ep. 2x12)
- Massimiliano Plinio in Smallville (ep. 4x15)
- Daniele Barcaroli in Catwoman
- Saverio Indrio in Arrow
- Francesco Prando in L'uomo con i pugni di ferro
- Ivan Andreani Cold War
- Nanni Baldini in Hell on Wheels
- Oreste Baldini in La grande scommessa
- Stefano Thermes in NCIS: Los Angeles
- Andrea Lavagnino in Skyscraper